# Alcippe nipalensis

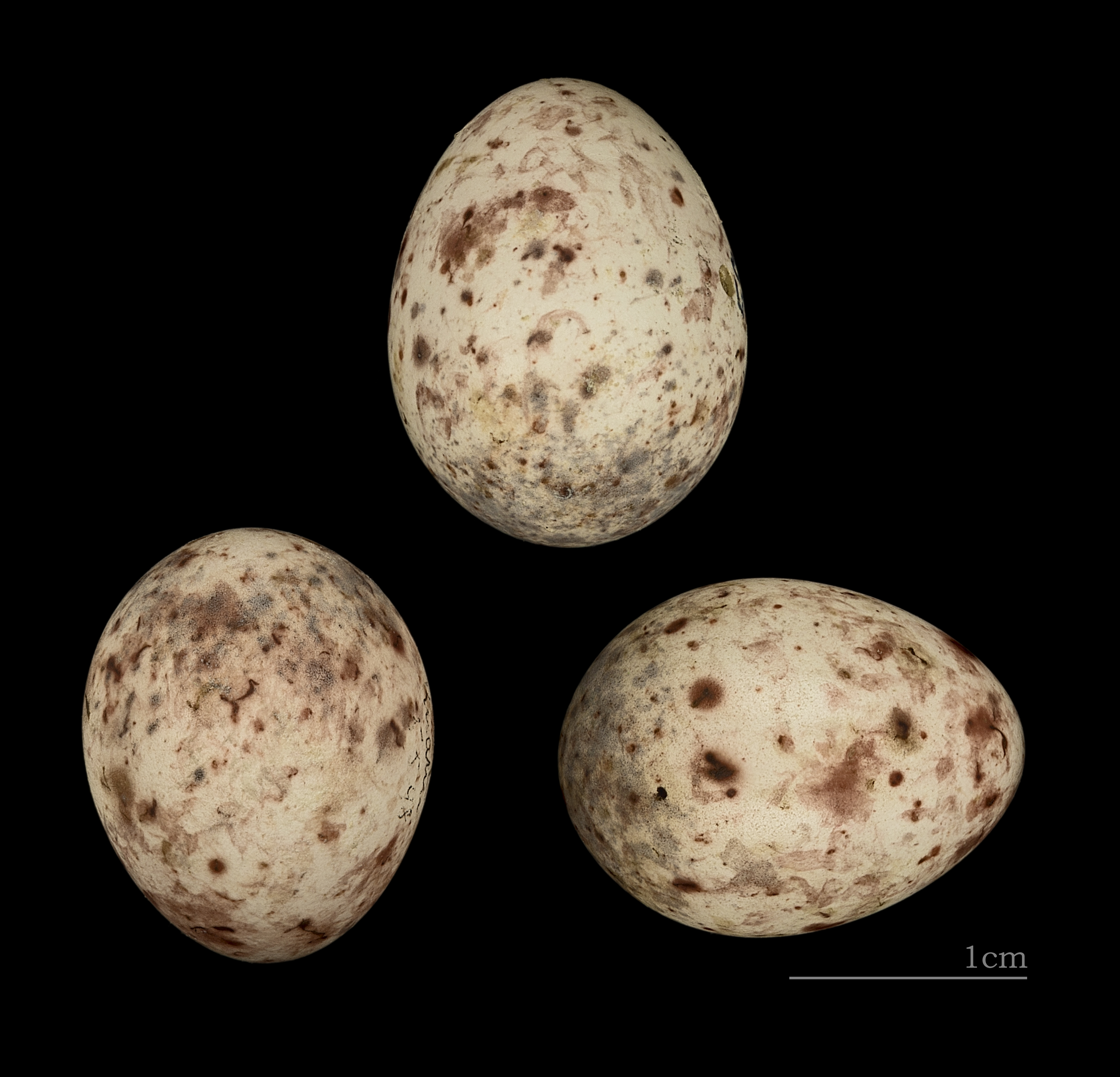
Huevo de Alcippe nipalensis expuesto en el MHNT.

La fulveta nepalesa (Alcippe nipalensis) es una especie de ave paseriforme de la familia Pellorneidae propia del sureste de Asia.

## Distribución y hábitat
Esta especie se encuentra en Bangladés, Bután, China, India, Birmania, Nepal y Taiwán. Su hábitat natural son los bosques bajos húmedos subtropicales y los bosques montanos húmedos tropicales.